# Xix
El Xix - Шиш (rus) - és un riu de Rússia que passa per l'óblast d'Omsk. És un afluent per la dreta de l'Irtix, i sub-afluent de l'Obi. L'origen del nom podria ser la paraula quet xeix, que vol dir ‘riu’.

## Geografia
La conca del Xix té una superfície de 5.270 km², similar a la del cantó de Valais de Suïssa o a la del departament francès d'Ardenes. Té una llargària de 378 quilòmetres.
El Xix neix a la part meridional dels aiguamolls de Vassiugan, a l'extrem nord-est de l'óblast d'Omsk, no gaire lluny del límit amb l'óblast de Tomsk. El seu recorregut passa per una zona gairebé totalment plana, pantanosa i coberta per bosc, al centre-sud de la plana de Sibèria Occidental. El curs del riu s'orienta sobretot d'est a oest. Cap als trams finals, el Xix efectua un canvi en direcció sud i finalment desemboca a l'Irtix per la dreta a l'alçada de la vila d'Ust-Xix.
El riu es glaça a partir de finals d'octubre o començaments de novembre fins a la segona quinzena d'abril.